# Vauriella
Vauriella är ett släkte i familjen flugsnappare inom ordningen tättingar. Släktet omfattar fyra arter som förekommer i Filippinerna och på norra Borneo:
- Borneoskuggsnappare (V. gularis)
- Visayaskuggsnappare (V. albigularis)
- Luzonskuggsnappare (V. insignis)
- Banditflugsnappare (V. goodfellowi)

Tidigare placerades de i det numera uppdelade släktet Rhinomyias, men genetiska studier visar att de förvånande nog står närmare kortvingarna i Brachypteryx och näktergalarna i Larvivora.